# Lamprosema tholeropa
Lamprosema tholeropa là một loài bướm đêm trong họ Crambidae.